# Östgöten (1981)
Östgöten var en sexdagars dagstidning utgiven i Linköping från den 1 oktober 1981 till den 31 december 1997, sista året som edition till Folkbladet Östergötland. Dess föregångare hette Folkbladet Östgöten med utgivningsåren 1966-1981. Fullständiga namnet var först  FÖ / Östgöten till 8 feb 1983 sedan bara Östgöten.

## Redaktion
Redaktionen låg hela tiden på St. Larsgatan 17 i Linköping. Tidningen var den socialdemokratiska tidningen i Linköping med omnejd. Närstående tidning var Folkbladet i Norrköping. Tidningarna hade vissa gemensamma sidor, dock alltid mindre än 50%. Från 1993 kalladeden sig för oberoende socialdemokratisk. Den 2 januari blir tidningen en edition till Folkbladet i Norrköping och i slutet av året upphör tidningen. Tidningen föregångare  var Folkbladet Östgöten 1966-1981 så tidningen var en återbildning av den självständiga tidningen Östgöten som alltså slutligen upphörde 1997. Periodiska bilagor under åren var TV hela veckan, Lördags extra (nöjen), Fredag (musik ,kultur, nöjen) Östgötaidrotten som kom 6 gånger per år.
| Period                 | Ansvarig utgivare      | Period                 | Redaktör                      |
| 1981-10-01--1987-11-09 | Nilsson, Torsten       | 1981-10-01--1987-11-09 | Nilsson, Torsten              |
| 1987-11-10--1987-12-31 | Jakobsson, Lars-Gunnar | 1987-10-10--1987-12-31 | Göransson, Eva t f red chef   |
| 1988-01-02--1989-05-02 | Johansson, Håkan       | 1988-01-02--1989-05-02 | Johansson, Håkan              |
| 1989-05-03--1989-05-19 | Jacobsson, Lars G. tf  | 1989-05-03--1989-05-10 | Jacobsson, Lars G. red chef   |
| 1989-05-20--1989-05-20 | Johansson, Håkan       | 1989-05-11--1989-05-19 | Gustavsson, Tor-Björn pol.red |
| 1989-05-22--1989-05-26 | Jakobsson, Lars G. tf  | 1989-05-20--1989-05-20 | Johansson, Håkan              |
| 1989-05-27--1989-05-27 | Johansson, Håkan       | 1989-05-22--1989-05-26 | Ingen uppgift                 |
| 1989-05-29--1989-05-29 | Jakobsson, Lars G. tf  | 1989-05-27--1989-05-27 | Johansson, Håkan              |
| 1989-05-30--1989-05-30 | Johansson, Håkan       | 1989-05-29--1989-05-29 | Ingen uppgift                 |
| 1989-05-31--1991-06-24 | Jakobsson, Lars G. tf  | 1989-05-30--1989-05-30 | Johansson, Håkan              |
| 1991-06-25--1993-01-30 | Vernblom, Jan-Olof     | 1989-05-31--1989-12-31 | ingen uppgift                 |
| 1993-02-01--1993-04-13 | Hedberg, Johan         | 1990-01-02--1990-08-31 | Jakobsson, Lars G.red chef    |
| 1993-04-14--1993-04-15 | Olson, Mark            | 1990-09-01--1990-09-24 | Gustavsson, Tor-Björn pol red |
| 1993-04-16--1993-05-29 | Hedberg, Johan tf      | 1990-10-01--1993-01-30 | Vernblom, Jan-Olof redchef    |
| 1993-06-01--1994-05-21 | Olson, Mark            | 1993-02-01--1993-04-13 | Hedberg, Johan tf red chef    |
| 1994-05-24--1994-07-18 | Hedberg, Johan tf      | 1993-04-14--1993-04-15 | Olson, Mark red chef          |
| 1994-07-19--1996-08-19 | Hedberg, Johan         | 1993-04-16--1993-05-30 | ingen uppgift                 |
| 1996-08-20--1997-12-31 | Lindh, Arne            | 1993-06-01--1994-05-21 | Olson, Mark red chef          |
|                        |                        | 1994-05-24--1994-09-03 | ingen uppgift                 |
|                        |                        | 1994-05-24--1994-09-03 | Hedberg, Johan nyhetschef     |

## Tryckning
Tryckeriet låg hel tiden i Norrköping medan förlaget 1993-1996 var i Linköping. Tryckeriutrustning var från1981 fotosättning  med offset lito.
| Period                 | Förlagsnamn/Förlag                  | Ort        | Period                 | Tryckeri                                           |            |
| 1981-10-01--1985-12-31 | Aktiebolaget Folkbladet Östgöten    | Norrköping | 1981-10-01--1986-04-16 | Aktiebolag Folkbladet Östgöten                     | Norrköping |
| 1986-01-01--1988-12-31 | KB A-Pressen aktiebolag & CO        | Norrköping | 1986-04-01--1989-05-28 | Folkbladet & Östgöten KB A-pressen aktiebolag & CO | Norrköping |
| 1989-01-01--1992-03-31 | Aktiebolaget Folkbladet Östgöten    | Norrköping | 1989-05-29--1990-01-25 | Aktiebolag Folkbladet & Östgöten                   | Norrköping |
| 1992-04-01--1993-03-15 | Tidningen Östgöten aktiebolag       | Norrköping | 1990-01-26--1995-03-07 | Aktiebolag Folkbladet Östgöten                     | Norrköping |
| 1993-03-16--1995-03-07 | Nya Östgöten i Linköping aktiebolag | Linköping  | 1995-03-08--1997-12-31 | Nya Folkbladet Östgöten aktiebolag                 | Norrköping |
| 1995-03-08--1996-08-19 | Nya Folkbladet Östgöten aktiebolag  | Linköping  |                        |                                                    |            |
| 1996-08-20--1997-12-31 | Nya Folkbladet Östgöten aktiebolag  | Norrköping |                        |                                                    |            |

Tidningens satsyta var till 7 mars 1995 44x 29 cm men sedan tabloidformatet 37x29 cm. Tidningen hade moderna typsnitt och trycktes hela tiden i fyrfärg. Tidningen hade 28 till 48 sidor minst 1997 och flest 1990. Upplagan var 1982 cirka 10000 och sjönk sedan till 5200 1992, och nådde minimum 4800 exemplar 1995. Där låg upplagan också sista året som självständig tidning 1996. Pris för helårsprenumeration var  392 kr  1981 och ökade till 980 kr 1991. Sista självständiga året 1996 var priset 1315 kr helåret.